# 改良埃及文
根據後期聖徒運動的經典《摩爾門經》的說法，這部經典宣稱是由在公元前600年到公元421年之間居住在美洲大陸的先知以改良埃及文寫在金頁片上。後期聖徒運動的創始者小斯密約瑟在1830年出版了這本宣稱是翻譯自金頁片的《摩爾門經》。然而大多數語言學者們的學術研究並不支持此一稱為改良埃及文的文字存在過。

## 改良埃及文與《摩門經》
整本《摩門經》中提到「改良埃及文」只在摩門語 9:32的這一處經文，該段說：『…用那種在我們之中被稱為改良埃及文的字母寫下了這部記錄，這種文字是流傳下來，再由我們根據了我們的語言習慣而加以變更的…』，又說：『…沒有別的民族知道我們的文字…』。摩門經中的先知摩羅尼也指稱他的紀錄是以「改良埃及文」所寫成的，一方面因為這比希伯來文更省書寫空間，二方面是因為語言自先祖離開耶路撒冷後已經逐漸地改變了。 
雖然對翻譯過程的說法不一，斯密約瑟宣稱他將刻在金頁片上的改良埃及文翻譯成英文，透過一個先見寶石和或烏陵與土明的幫助。。當斯密約瑟結束翻譯工作的時候，他說他將金頁片還給天使摩羅尼，所以沒有辦法讓別人來學習。

## 安東抄本或「Caractors 文件」

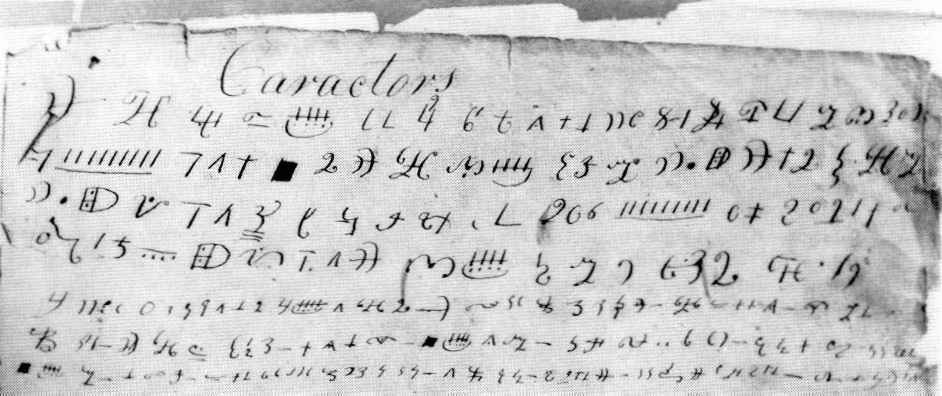
「Caractors 文件」。通常也被稱做 Anthon Transcript（安東抄本）

對於改良埃及文的樣貌，現在只有兩個樣本可供參考。其中稱為安東抄本或「Caractors 文件」的這一份是比較有名的。在1887年，David Whitmer（大衛·惠特茂）宣稱他有一張由金頁片上抄下來的文字，是 Martin Harris（馬丁·哈里斯）曾經拿給哥倫比亞學院（即為美國紐約現在哥倫比亞大學的哥倫比亞學院）的語言和古典文學教授 Charles Anthon（查理士·安東）看過。
到底農夫哈里斯和安東教授之間發生了什麼事情沒有人能夠說得清楚。根據斯密約瑟轉述哈里斯馬丁的說法，他說安東教授『指稱譯文是正確的，比他從前看到的任何譯自埃及文的譯文都更正確。然後我又把那些還沒有翻譯的給他看，他說那是埃及文，迦勒底文，亞述文，和阿拉伯文;他並且說那是真正的文字』。根據同一個說法，安東教授寫了一張證明書給哈里斯馬丁，但是在哈里斯馬丁提及這些文字是從一本天使給的書上抄下來的之後又要了回去，將之撕碎。另一方面，安東說他從來沒有寫過什麼證明書，並且馬上就懷疑該文件的真實性。 
關於這兩人之間發生的事，可以肯定在1820年末期當哈里斯馬丁拿該文字樣本給安東的時候，安東絕對沒有能力閱讀埃及象形文字，因為當時的埃及學才剛剛起步。 
在這封否認斯密約瑟和哈里斯馬丁對此事件的說法的信 （页面存档备份，存于）中，安東也描述了這位他稱之為「坦率而外表純樸的農人」的哈里斯馬丁給他看的那張紙 
它包含一些排列成縱行的扭曲文字，並且顯然可見的是，塗寫者當時手邊有一本包括各種字母的書。希臘字、希伯來字，互相交叉和加以花飾，顛倒的置於側邊的羅馬字，則安排成互相垂直的行列，它們整個終止於一個粗陋的圓圈形中，分割成若干間隔，並飾以種種奇怪的標誌，而且顯然是照杭保德（Humboldt）所作的黑西哥日曆的樣式畫成，但是所採的方式則在於不要泄露是從什麼源頭衍導出來的。由於我對那份文件的內容有特別的印象，自從摩門教的騷動開始後，我也常常同朋友們談到這件事，並且清楚記得那些紙上別的什麼都有，可就沒有「埃及的象形文字」。
由於安東的描述與此份「Caractors 文件」並不相符，很有可能安東看到的不是這份惠特茂大衛擁有的文件，而是另有其他。另外也有可能這張惠特茂大衛擁有的文件（現是由自重組後的耶穌基督後期聖徒教會改名後的基督社區收藏），只是那份由哈里斯馬丁拿給安東教授的文件的一部分。或者安東對該份「Caractors 文件」的記述有錯誤。
在1980年代初期，贗造家 Mark Hofmann 賣了許多宣稱是摩門教的文物給摩門文物收藏家和耶穌基督後期聖徒教會，其中包括了一份改良埃及文的樣本。此份加工得不甚仔細的樣本可能是對照著「Caractors 文件」所造，為了要使它看起來更像安東所描述的樣子。

## 「約瑟的杖」
在1844年，耶穌基督後期聖徒教會出版了一個宣傳摩門經的海報，稱做「The Stick of Joseph（約瑟的杖）」，其上寫著一些「改良埃及文」的 樣本字母 （页面存档备份，存于），看起來與安東抄本上的相似。

## 對改良埃及文的摩門教研究
對於「改良埃及文」的摩門教研究無可避免的只能在對翻譯出的文本中語言學上蛛絲馬跡以及安東抄本上僅存的這7行文字做研究。 有些摩門教徒已經嘗試著去解開安東抄本，但是根據摩門教護教家 John Gee 的評論：『主體並沒有大到能夠可以解譯的地步』。儘管如此，一些耶穌基督後期聖徒教會(LDS)的學者和一位重組後的耶穌基督後期聖徒教會(RLDS)的學者曾嘗試著去破解，這些學者包括 Ariel L. Crowley,、Blair Bryant (RLDS) 和 Stan and Polly Johnson。他們提出假說認為這些字母與那些其他的語言文字相似，包括希伯來文、Gregg shorthand（一種英語速記法）、埃及通俗體、埃及聖書體（即一般所謂埃及象形文）、科普特文、和瑪雅文明及奥爾梅克文明的文字。但是，如果要以這些文字去辨識在安東抄本上的字母的話，這些字母常常得要上下顛倒或旋轉90度。